# Abandonada (película de 2003)
Abandonada (título original: Open House) es un telefilme estadounidense de comedia, drama y familiar de 2003, dirigido por Arvin Brown, escrito por Joyce Eliason y basado en el libro Open House de Elizabeth Berg, musicalizado por Mader, en la fotografía estuvo John Berrie y los protagonistas son Christine Lahti, Daniel Baldwin y Mark Rendall, entre otros. Este largometraje fue producido por CBS, Carlton America y Sanitsky Company; se estrenó el 16 de febrero de 2003.

## Sinopsis
Samantha Morrow, esposa incondicional y madre, queda destruida cuando su esposo la deja a ella y a su hijo. Su situación económica es muy mala, para hacerse de dinero alquila el piso de arriba de su casa. La relación con los inquilinos es buena, y Samantha se va sintiendo cada vez mejor.